# Вал Рецо
Ва̀л Рѐцо (на италиански: Val Rezzo; на ломбардски: Val Rezz, Вал Рец) е община в Северна Италия, провинция Комо, регион Ломбардия. Административен център на общината е село Буджоло (Buggiolo), което е разположено на 1044 m надморска височина. Населението на общината е 163 души (към 2017 г.).